# Physocephala chrysorrhoea
Physocephala chrysorrhoea – gatunek muchówki z podrzędu krótkoczułkich i rodziny wyślepkowatych.
Gatunek ten opisany został w 1824 roku przez Johanna Wilhelma Meigena jako Conops chrysorrhoea.
Muchówka o wydłużonym ciele długości od 14 do 16 mm. Głowa jej jest pomarańczowożółta z całą twarzą żółtą. Ubarwienie całego ryjka jest czarne na końcach i brązowawe pośrodku. Czułki są czarne z czerwonymi szczytem drugiego i nasadą trzeciego członu. Biczyk czułków cechuje silnie wystający drugi człon. Tułów jest czarny ze złocistymi plamkami na wierzchu i srebrzystymi plamami na sklerytach bocznych. Na skrzydle ciemna przepaska podłużna jest dobrze zaznaczona między żyłkami radialnymi R1 a R2+3 i dochodzi do wierzchołka komórki radialnej R3. Odnóża są żółte z nieco przybrązowionymi wierzchołkami stóp. Odwłok jest czarny z czerwoną podstawą, w części nasadowej silnie przewężony. Tylne brzegi segmentów odwłoka zdobią przepaski srebrzystego opylenia.
Owad znany z Hiszpanii, Francji, Belgii, Holandii, Niemiec, Szwajcarii, Austrii, Włoch, Polski, Litwy, Czech, Słowacji, Węgier, Rumunii i Bułgarii. Larwy są pasożytami taszczyna pszczelego i grzebaczowatych z rodzaju Bembix.